# Breiðablik Kópavogur (calcio femminile)
Il Breiðablik Kópavogur, meglio noto come Breiðablik, Breidablik o con l'acronimo UBK, è la squadra di calcio femminile della polisportiva islandese Breiðablik, avente sede nella città di Kópavogur. È la squadra di calcio femminile islandese più vincente, avendo trionfato 17 volte nella Besta deild kvenna, massima serie nazionale, e 9 volte nella Bikar kvenna, la coppa nazionale.

## Storia
La squadra di calcio femminile della polisportiva Breiðablik ha partecipato a tutte le edizioni della massima serie del campionato islandese femminile di calcio, ad eccezione della stagione 1988 in cui ha disputato la seconda serie. Ha vinto il campionato per 16 volte, dominando la scena nella prima metà degli anni ottanta e per gli interi anni novanta. Grazie alla vittoria del campionato 2000 ebbe la possibilità di partecipare alla prima edizione della UEFA Women's Cup, ma, a causa della mancanza dei fondi necessari, dovette rinunciare, venendo sostituito dal KR Reykjavík. Al contrario, grazie alla vittoria del campionato 2001, partecipò alla UEFA Women's Cup 2002-2003, senza però superare la fase a gironi: vittoria sul FC Codru Chişinău e sconfitta dal Fortuna Hjørring e dal Babrujčanka. La vittoria del campionato 2005 consentì al Breiðablik di partecipare alla UEFA Women's Cup 2006-2007: dopo aver superato sia la prima sia la seconda fase a gironi, arrivò ai quarti di finale, dove fu eliminato dall'Arsenal, squadra che poi conquistò il trofeo. Grazie al secondo posto conquistato nel campionato 2009 e all'ottavo posto dell'Islanda nel ranking UEFA, il Breiðablik poté partecipare alla UEFA Women's Champions League 2010-2011: dopo aver superato la fase a gironi come migliore seconda, fu eliminata nei sedicesimi di finale dalle francesi del Juvisy.

## Palmarès
- Campionato islandese: 19

1977, 1979, 1980, 1981, 1982, 1983, 1990, 1991, 1992, 1994, 1995, 1996, 2000, 2005, 2001, 2015, 2018, 2020, 2024
- Coppa d'Islanda: 13

1981, 1982, 1983, 1994, 1996, 1997, 1998, 2000, 2005, 2013, 2016, 2018, 2021
- Deildabikar kvenna: 9

1996, 1997, 1998, 2001, 2006, 2012, 2019, 2022, 2025

## Organico

### Rosa 2022
Rosa, ruoli e numeri di maglia come da siti UEFA e Federcalcio islandese, aggiornati al 3 luglio 2022.
| N. |                        | Ruolo | Calciatrice                  |
| -- | ---------------------- | ----- | ---------------------------- |
| 1  | Islanda (bandiera)     | P     | Sonný Lára Þráinsdóttir      |
| 4  | Islanda (bandiera)     | C     | Bergþóra Sól Ásmundsdóttir   |
| 5  | Islanda (bandiera)     | D     | Hafrún Rakel Halldórsdóttir  |
| 7  | Islanda (bandiera)     | A     | Írena Héðinsdóttir           |
| 8  | Islanda (bandiera)     | D     | Heiðdís Lillýardóttir        |
| 9  | Stati Uniti (bandiera) | C     | Taylor Ziemer                |
| 12 | Islanda (bandiera)     | P     | Telma Ívarsdóttir            |
| 13 | Islanda (bandiera)     | D     | Ásta Eir Árnadóttir          |
| 14 | Belgio (bandiera)      | C     | Karen Sigurgeirsdóttir       |
| 15 | Islanda (bandiera)     | A     | Vigdís Lilja Kristjánsdóttir |

| N. |                        | Ruolo | Calciatrice                  |
| -- | ---------------------- | ----- | ---------------------------- |
| 16 | Stati Uniti (bandiera) | A     | Tiffany McCarty              |
| 17 | Islanda (bandiera)     | C     | Karitas Tómasdóttir          |
| 18 | Islanda (bandiera)     | D     | Kristín Dís Árnadóttir       |
| 19 | Islanda (bandiera)     | A     | Birta Georgsdóttir           |
| 20 | Islanda (bandiera)     | C     | Áslaug Munda Gunnlaugsdóttir |
| 21 | Islanda (bandiera)     | C     | Hildur Antonsdóttir          |
| 23 | Islanda (bandiera)     | C     | Vigdis Edda Friðriksdóttir   |
| 24 | Islanda (bandiera)     | D     | Hildur Thóra Hákonardóttir   |
| 27 | Islanda (bandiera)     | C     | Selma Sól Magnúsdóttir       |
| 55 | Islanda (bandiera)     | P     | Birna Kristjánsdóttir        |

### Rosa 2020
Rosa, ruoli e numeri di maglia come da sito KSI, aggiornati al 28 settembre 2020.
| N. |                    | Ruolo | Calciatrice                   |
| -- | ------------------ | ----- | ----------------------------- |
| 1  | Islanda (bandiera) | P     | Sonný Lára Þráinsdóttir       |
| 3  | Islanda (bandiera) | D     | Ragna Björg Einarsdóttir      |
| 4  | Islanda (bandiera) | C     | Bergþóra Sól Ásmundsdóttir    |
| 5  | Islanda (bandiera) | D     | Hafrún Rakel Halldórsdóttir   |
| 6  | Islanda (bandiera) | A     | Þórhildur Þórhallsdóttir      |
| 7  | Islanda (bandiera) | A     | Agla María Albertsdóttir      |
| 8  | Islanda (bandiera) | D     | Heiðdís Lillýardóttir         |
| 9  | Islanda (bandiera) | C     | Karólína Lea Vilhjálmsdóttir  |
| 10 | Islanda (bandiera) | A     | Berglind Björg Þorvaldsdóttir |
| 14 | Islanda (bandiera) | A     | Guðrún Gyða Haralz            |
| 15 | Islanda (bandiera) | A     | Vigdís Lilja Kristjánsdóttir  |
| 16 | Islanda (bandiera) | C     | Alexandra Jóhannsdóttir       |

| N. |                    | Ruolo | Calciatrice                    |
| -- | ------------------ | ----- | ------------------------------ |
| 17 | Islanda (bandiera) | A     | Sveindís Jane Jónsdóttir       |
| 18 | Islanda (bandiera) | D     | Kristín Dís Árnadóttir         |
| 19 | Islanda (bandiera) | A     | Esther Rós Arnarsdóttir        |
| 20 | Islanda (bandiera) | C     | Áslaug Munda Gunnlaugsdóttir   |
| 21 | Islanda (bandiera) | C     | Hildur Antonsdóttir            |
| 22 | Islanda (bandiera) | A     | Rakel Hönnudóttir              |
| 23 | Islanda (bandiera) | C     | Vigdís Edda Friðriksdóttir     |
| 24 | Islanda (bandiera) | D     | Hildur Þóra Hákonardóttir      |
| 26 | Islanda (bandiera) | P     | Íris Dögg Gunnarsdóttir        |
| 27 | Islanda (bandiera) | C     | Selma Sól Magnúsdóttir         |
| 29 | Islanda (bandiera) | C     | Andrea Rán Snæfeld Hauksdóttir |

### Rosa 2019
Rosa, ruoli e numeri di maglia come da sito UEFA e KSI, aggiornati all'11 agosto 2019.
| N. |                    | Ruolo | Calciatrice                   |
| -- | ------------------ | ----- | ----------------------------- |
| 1  | Islanda (bandiera) | P     | Sonný Lára Þráinsdóttir       |
| 2  | Islanda (bandiera) | D     | Sóley María Steinarsdóttir    |
| 4  | Islanda (bandiera) | C     | Bergþóra Sól Ásmundsdóttir    |
| 6  | Islanda (bandiera) | C     | Isabella Eva Aradóttir        |
| 7  | Islanda (bandiera) | A     | Agla María Albertsdóttir      |
| 8  | Islanda (bandiera) | D     | Heiðdís Lillýardóttir         |
| 9  | Islanda (bandiera) | C     | Karólína Lea Vilhjálmsdóttir  |
| 10 | Islanda (bandiera) | A     | Berglind Björg Þorvaldsdóttir |
| 11 | Islanda (bandiera) | D     | Fjolla Shala                  |
| 13 | Islanda (bandiera) | D     | Ásta Eir Árnadóttir           |
| 14 | Islanda (bandiera) | C     | Berglind Baldursdóttir        |

| N. |                    | Ruolo | Calciatrice                    |
| -- | ------------------ | ----- | ------------------------------ |
| 15 | Islanda (bandiera) | A     | Sólveig Jóhannesdóttir Larsen  |
| 16 | Islanda (bandiera) | C     | Alexandra Jóhannsdóttir        |
| 18 | Islanda (bandiera) | D     | Kristín Dís Árnadóttir         |
| 19 | Islanda (bandiera) | A     | Esther Rós Arnarsdóttir        |
| 20 | Islanda (bandiera) | C     | Áslaug Munda Gunnlaugsdóttir   |
| 21 | Islanda (bandiera) | C     | Hildur Antonsdóttir            |
| 22 | Islanda (bandiera) | A     | Þórhildur Þórhallsdóttir       |
| 24 | Islanda (bandiera) | D     | Hildur Þóra Hákonardóttir      |
| 26 | Islanda (bandiera) | P     | Ásta Vigdís Guðlaugsdóttir     |
| 27 | Islanda (bandiera) | C     | Selma Sól Magnúsdóttir         |
| 29 | Islanda (bandiera) | C     | Andrea Rán Snæfeld Hauksdóttir |